# Krok určující rychlost
Celková rychlost chemické reakce se často určuje podle nejpomalejšího kroku, označovaného jako krok určující rychlost. Rychlostní konstanta daného reakčního mechanismu se často určuje, přibližně, podle tohoto kroku.
Vývoj koncentrace reaktantů a produktů v čase lze určit pomocí několika současně použitých rychlostních rovnic pro jednotlivé kroky. Analytické řešení těchto diferenciálních rovnic ale bývá obtížné, a v některých případech jsou potřeba numerické postupy. Použitím samotného nejpomalejšího kroku lze tyto výpočty výrazně usnadnit. Nejjednodušší jsou případy, kdy je nejpomalejší první krok, a celková rychlost je určována jen jím.
Kroky určující rychlost jsou důležité pro optimalizování a pochopení řady chemických dějů, jako jsou katalýza a spalování.

## Příklad
Jako příklad poslouží reakce oxidu dusičitého a uhelnatého: NO2 + CO → NO + CO2. Pokud by reakce probíhala jedním krokem, tak by rychlostní konstanta (r) byla přímo úměrná počtu srážek molekul NO2 a CO: r = k[NO2][CO], kde k je rychlostní konstanta a hranaté závorky označují molární koncentraci. Dalším příkladem je Zeldovičův mechanismus.

### První krok jako určující rychlost
Výše uvedená reakce je ve skutečnosti druhého řádu pro NO2 a nultého řádu pro CO, s rychlostní rovnicí r = k[NO2]2. Rychlost reakce je tak určována krokem, kde reagují dvě molekuly NO2, a následná reakce s CO probíhá rychleji. Mechanismus vysvětlující tuto rovnici vypadá takto:
1. NO2 + NO2 → NO + NO3 (pomalý krok, určuje rychlost)
2. NO3 + CO → NO2 + CO2 (rychlý krok)

V prvním kroku se vytvoří reaktivní meziprodukt NO3 rychlostí r1, jenž ve druhém kroku reaguje s CO rychlostí r2. NO3může ale také v obráceném prvním kroku zpětně reagovat s NO (NO + NO3 → 2 NO2) s rychlostní konstantou r−1.
Koncentrace reaktivního meziproduktu, jako je NO3, je stále nízká a téměř neměnná. Lze ji odhadnout podle teorie průběžné rovnováhy, podle které je rychlost jeho tvorby rovna (celkové) rychlosti jeho spotřeby. V tomto případě se NO3 vytváří v prvním kroku a reaguje ve druhém, takže:
{\displaystyle {\frac {d{\ce {[NO3]}}}{dt}}=r_{1}-r_{2}-r_{-1}\approx 0.}
Předpoklad, že první krok je pomalý, ve skutečnosti říká, že příslušná zpětná reakce je pomalejší než přímý průběh druhého kroku, takže se téměř všechen NO3 spotřebuje na reakci s CO. Platí tedy r−1 ≪ r2, a tak r1 − r2 ≈ 0. Celkovou rychlostí reakce je rychlost tvorby konečného produktu (CO2), takže r = r2 ≈ r1. Celková rychlost je tak určována prvním krokem, jelikož (téměř) všechny molekuly vytvořené prvním krokem rychle procházejí rychlejším druhým.

### Předběžná rovnováha (pokud rychlost určuje druhý krok)
Jinou možností je, že druhý krok probíhá pomalu a určuje rychlost, je tedy pomalejší než zpětný první krok: r2 ≪ r−1. V tomto případě platí r1 − r−1 ≈ 0, takže první krok je téměř v rovnováze. Celkovou rychlost udává druhý krok: r = r2 ≪ r1, protože se z prvního do druhého dostane jen malá část molekul. V takovémto případě meziprodukt (zde NO3) vytváří rovnováhu před krokem určujícím rychlost se nazývá předběžná rovnováha U reakce NO2 a CO lze tuto hypotézu zamítnout, protože jí neodpovídá rychlostní rovnice.
1. NO2 + NO2 → NO + NO3 (rychlý krok)
2. NO3 + CO → NO2 + CO2 (pomalý krok, určuje rychlost)

Pokud by první krok byl v rovnováze, pak by bylo možné z rovnovážné konstanty spočítat koncentraci meziproduktu NO3 pomocí stálejších (a snadněji měřitelných) reaktantů a produktů:
{\displaystyle K_{1}={\frac {{\ce {[NO][NO3]}}}{{\ce {[NO2]^2}}}},}
{\displaystyle [{\ce {NO3}}]=K_{1}{\frac {{\ce {[NO2]^2}}}{{\ce {[NO]}}}}.}
Celková rychlost reakce je v takovém případě:
{\displaystyle r=r_{2}=k_{2}{\ce {[NO3][CO]}}=k_{2}K_{1}{\frac {{\ce {[NO2]^2 [CO]}}}{{\ce {[NO]}}}},}
což neodpovídá výše uvedené experimentálně zjištěné rovnici, a tak vyvrací hypotézu, že rychlost této reakce určuje druhý krok. Některé reakce před krokem určujícím rychlost rychle vytvářejí předběžné rovnováhy.

## Nukleofilní substituce
Dalším případem je jednomolekulární nukleofilní substituce (SN1 reakce), kde rychlost určuje první krok, který je jednomolekulární. Konkrétním příkladem může být zásaditá hydrolýza terc-butylbromidu (t-C4H9Br) roztokem hydroxidu sodného. Mechanismus obsahuje dva kroky (R označuje terc-butylový radikál (t-C4H9):
1. Vytvoření karbokationtu R−Br → R+ + Br−
2. Nukleofilní atak hydroxidového iontu R+ + OH− → ROH

Reakce je prvního řádu r = k[R−Br], což naznačuje, že rychlost udává první krok. Druhý krok zahrnující OH− je výrazně rychlejší, takže celková rychlost je dána koncentrací OH−.
Zásaditá hydrolýza brommethanu CH3Br) je bimolekulární nukleofilní substitucí (SN2 reakcí), která probíhá jedním bimolekulárním krokem. Jedná se o reakci druhého řádu: r = k[R−Br][OH−].

## Složení přechodného stavu
K určení mechanismu reakce se dá použít pravidlo, že koncentrace uvedené v rychlostní rovnici odpovídají složení a náboji přechodného stavu.
U reakce NO2 a CO je její rychlost přímo úměrná [NO2]2,takže přechodný stav má složení N2O4, kdy do reakce vstupují dvě molekuly NO2 a až následně reaguje i CO.
Příkladem vícestupňové reakce může být reakce roztoku kyseliny šťavelové s chlorem: H2C2O4 + Cl2 → 2 CO2 + 2 H+ + 2 Cl−. Rychlostní rovnice vypadá takto:
{\displaystyle v=k{\frac {{\ce {[Cl2][H2C2O4]}}}{[{\ce {H+}}]^{2}[{\ce {Cl^-}}]}},}
což naznačuje, že aktivovaný komplex vzniká z reaktantů ztrátou 2 H+ a Cl− před krokem určujícím rychlost. Vzorec aktivovaného komplexu je Cl2} + H2C2O4 − 2 H+ − Cl− + x H2O, neboli C2O4Cl|(H2O)|x– (počet molekul vody je neurčitý, protože vliv rychlosti reakce na její koncentraci nebyl zkoumán), protože voda sloužila jako rozpouštědlo a její koncentrace zůstávala téměř neměnná).
Jeden z možných mechanismů, vytvářející předběžnou rovnováhu, je
Cl2 + H2O ⇌ HOCl + Cl− + H+
H2C2O4 ⇌ H+ + HC2O -
4 
HOCl + HC2O -
4  → H2O + Cl− + 2 CO2

## Diagram reakce
U vícekrokových reakcí nemusí být krokem určujícím rychlost ten, který má nejvyšší Gibbsovu energii. Pokud má některý z meziproduktů nižší energii než výchozí látky, tak aktivační energie potřebná pro vytvoření dalšího přechodného stavu závisí na rozdílu Gibbsovy energie tohoto stavu a meziproduktu o nižší energii. Krokem určujícím rychlost je pak ten, který má největší rozdíl Gibbsovy energie vůči výchozím látkám nebo předchozím meziproduktům.
U kroků, které nejsou prvního řádu, je třeba při hledání kroku určujícího rychlost počítat také s koncentracemi.

## Řetězové reakce
Některé reakce, například řetězové, nemají krok, který udává jejich rychlost.

## Difúzní řízení
V předchozích případech byla krokem řídicím rychlost jedna z dílčích reakcí; tímto krokem může ale být také přenos reaktantů na místo, kde mohou reagovat a vytvořit produkt. Tento proces se nazývá difúzní řízení a obvykle se objevuje, když je tvorba produktu z aktivovaného komplexu velmi rychlá a celkovou rychlost reakce tak řídí rychlost dodávání reaktantů.